# Дж. Майкл Мендель
Джоэл Майкл «Майк» Мендель (англ. Joel Michael «Mike» Mendel) (24 сентября 1964 — 22 сентября 2019) — американский телепродюсер. Он был пятикратным лауреатом премии «Эмми» за свою работу над «Симпсонами» и «Риком и Морти».

## Карьера
Джоэл Майкл Мендель впервые работал на телевидении в качестве ассистента по производству фильмов «Все мои дети» и «Любовь» во время летних каникул после учёбы в Сиракузском университете. После окончания Сиракуз со степенью бакалавра наук в области телевидения и кинопроизводства он работал с Джеймсом Л. Бруксом и Gracie Films над фильмами «Телевизио́нные но́вости», «Большой» и Шоу Трейси Ульман. Когда короткометражки «Симпсоны» Трейси Ульман были выделены в отдельный сериал, Мендель присоединился к его команде в качестве продюсера шоу, работая с 1 сезона по 10 сезон. За свою работу над «Симпсонами» Мендель получил три прайм-таймовых премия «Эмми» за лучшую анимационную программу в 1995 году. («Lisa’s Wedding»), 1997 («Homer’s Phobia») и 1998 («Trash of the Titans»).
После ухода из Симпсонов Мендель продюсировал такие шоу, как PJs,О́блонги, Мультреалити, Садись, двойка! и Наполеон Динамит. В 2013 году он присоединился к «Рику и Морти», где в 2018 году получил свою четвёртую премию «Эмми» за эпизод «Огурчик Рик». Он получил посмертную премию «Эмми» в 2020 году за серию «Эпизод про чан с кислотой».

## Личная жизнь
Джоэл Майкл Мендель учился в средней школе Монро-Вудбери в Центральной долине, штат Нью-Йорк. Жил в Студио-Сити в Лос-Анджелесе, он был женат на Джуэле Бестропе, директоре по кастингу сериалов «Бруклин 9-9» и «Жизнь в дета́лях», и имел двоих детей.
Мендель умер в своем доме в Лос-Анджелесе 22 сентября 2019 года естественной смертью, за два дня до своего 55-летия.

## Наследие
Дань уважения ему отдали Джастин Ройланд и Эл Джин. Его памяти была посвящена премьера 31-го сезона «Симпсонов» «The Winter of Our Monetized Content», премьеры 4-го и 6-го сезонов «Рика и Морти», а также пилотный эпизод «Обратная сторона Земли».

## Фильмография

### Телевидение
| Год       | Шоу               | Роль                                         |
| --------- | ----------------- | -------------------------------------------- |
| 1984-1986 | Все мои дети      | Ассистент производства                       |
| 1984-1986 | Любовь            | Ассистент производства                       |
| 1987-1989 | Шоу Трейси Ульман | Ассистент производства                       |
| 1989-1999 | Симпсоны          | Продюсер, Сопродюсер, Ассистент производства |
| 1994-1995 | Критик            | Продюсер                                     |
| 1999-2000 | PJs               | Продюсер                                     |
| 2001      | О́блонги           | Продюсер                                     |
| 2003      | Семья Питтсов     | Исполнительный продюсер                      |
| 2003      | Kid Notorious     | Продюсер                                     |
| 2004-2007 | Мультреалити      | Продюсер                                     |
| 2007      | Маленький Буш     | Продюсер                                     |
| 2009      | Садись, двойка!   | Продюсер                                     |
| 2011      | Good Vibes        | Линейный продюсер                            |
| 2012      | Наполеон Динамит  | Продюсер                                     |
| 2013-2019 | Рик и Морти       | Продюсер                                     |

### Кино
| Год  | Фильм                 | Роль                    |
| ---- | --------------------- | ----------------------- |
| 1987 | Телевизио́нные но́вости | Ассистент производства  |
| 1988 | Большой               | Ассистент производства  |
| 1996 | Джерри Магуайер       | Исполнительный продюсер |